# Michael Sahl Hansen
Michael Sahl Hansen (født 10. marts 1978) er en dansk tidligere håndboldspiller, der spillede for AG Håndbold, FIF og FCK Håndbold. Med FCK var han anfører for og førte til DM-guld i 2008.[kilde mangler]
Efter spillerkarrieren har han været direktør i Spillerforeningen, hvor han tiltrådte i 2020.